# Gai Mattiolo
Gaetano Mattiolo, detto Gai (Roma, 23 dicembre 1968), è uno stilista italiano.

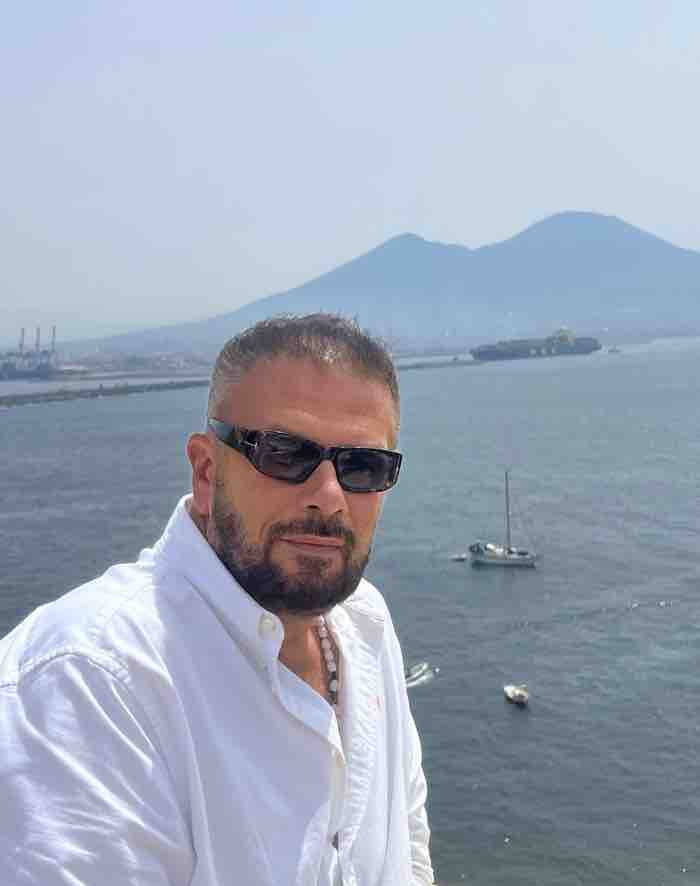

Il suo nome è salito alla ribalta verso la fine degli anni '90 diventando, in breve, uno degli stilisti di maggior successo del periodo tanto da fargli avere l'appellativo di "Nuovo Versace". Sulle sue passerelle hanno sfilato, tra le altre, modelle del calibro di Eva Herzigova, Naomi Campbell, Laetitia Casta, Valeria Mazza, Carla Bruni, Jerry Hall, Isabeli Fontana e Mariacarla Boscono.

## Biografia
Aiutato economicamente dal padre, che gli presta 50 milioni di lire, Gai Mattiolo ad appena 19 anni apre una boutique al centro di Roma e la caratteristica principale delle sue creazioni sono i bottoni, realizzati in materiali preziosi, e spesso piccole sculture.
Il successo del lavoro di Mattiolo, gli permette di aprire numerose filiali in vari paesi, e di allargare le proprie collezioni con i marchi Gai Mattiolo Maglia, Schoking Gai, Gai Mattiolo Tessuti Couture e Gai Mattiolo Royale che nel 1994 ottiene un considerevole successo sulle passerelle di Milano e Parigi.
Il 23 dicembre del 1996 Gai Mattiolo ha l'onore di consegnare in regalo a papa Giovanni Paolo II quattro casule per celebrare la messa: papa Wojtyła riceve lo stilista in udienza privata ed accetta il dono. Le preziose casule firmate Gai Mattiolo sono le prime create da uno stilista per un Papa e conservate al Vaticano.
Nel gennaio 1997, in occasione del passaggio di Hong Kong dal Regno Unito alla Cina, viene organizzata una sfilata dedicata all'Oriente. In quell'occasione, Gai Mattiolo chiede a Diana Ross (con un ingaggio record di 90 milioni di lire) di sfilare per lui, indossando un kimono nero di strass e pizzo. Lo stilista giustifica la sua scelta dicendo «Ho visto Diana su Vogue e me ne sono innamorato; inoltre, volevo un personaggio che fosse un mito per l'occidente e lei lo è, in quanto è famosa come la Coca Cola».
Nel 2000 inventa lo stile, ed il neologismo, prêt-à-couture, sintesi fra il lusso dell'alta moda e l'industria artigianale. Nello stesso periodo realizza quattro casule per Papa Giovanni Paolo II. Gai Mattiolo diventa anche lo stilista ufficiale della celebre conduttrice televisiva Raffaella Carrà, oltre che di Valeria Marini e Ivana Trump, mentre le sue campagne pubblicitarie vengono firmate da David LaChapelle.
Molte dive straniere come Sharon Stone, Halle Berry, Mariah Carey, Cher, Susan Sarandon scelgono le sue creazioni per partecipare agli eventi mondani.
Nel dicembre 2008, Gai Mattiolo è stato arrestato con l'accusa di bancarotta fraudolenta per più di un milione e mezzo di euro, sottratti dalla società italiana per essere trasferiti in una società di Lussemburgo, la Gai Mattiolo Holding, oltre che aver sottratto i proventi dei diritti delle ultime campagne pubblicitarie per un totale di circa 350 000 euro.
Il 27 aprile 2015  Gai Mattiolo viene prosciolto dal Tribunale dall'accusa di bancarotta e da ogni altra accusa con formula piena. Dopo 7 anni di processo la X sezione del tribunale penale di Roma lo assolve con formula piena «perché il fatto non sussiste».
Si professa cattolico e devoto di san Gennaro e santa Maria Goretti.
Dal 2020 al 2024 ha vestito Amadeus al Festival della Canzone Italiana.